# Kleines Fettblatt
Das Kleine Fettblatt (Bacopa monnieri), im Handel häufig unter dem indischen Namen Brahmi zu finden, ist eine Pflanzenart aus der Gattung der Fettblätter (Bacopa) in der Familie der Wegerichgewächse (Plantaginaceae). Ihren botanischen Namen erhielt die Pflanze nach dem Botaniker Le Monnier.

## Beschreibung
Das Kleine Fettblatt ist eine unbehaarte, mehrjährige krautige Pflanze. Der meist drüsenlose Stängel dieser Sumpfpflanze wächst aufrecht oder meist kriechend. Die gegenständig angeordneten, ungestielten Laubblätter sind leicht sukkulent, einfach, schmal verkehrt-eiförmig bis spatelförmig. Sie sind 10 bis 20 mm lang und 5 bis 8 mm breit. Der Blattrand ist ganzrandig, die Spitze ist abgerundet, die Basis ist keilförmig. Die Oberfläche ist drüsig gepunktet, die Blatthauptader ist deutlich sichtbar, die zwei bis vier Nebenadern sind jedoch undeutlich. Die Blattstiele sind undifferenziert ausgeprägt und werden von der Blattspreite klammernd durchwachsen.

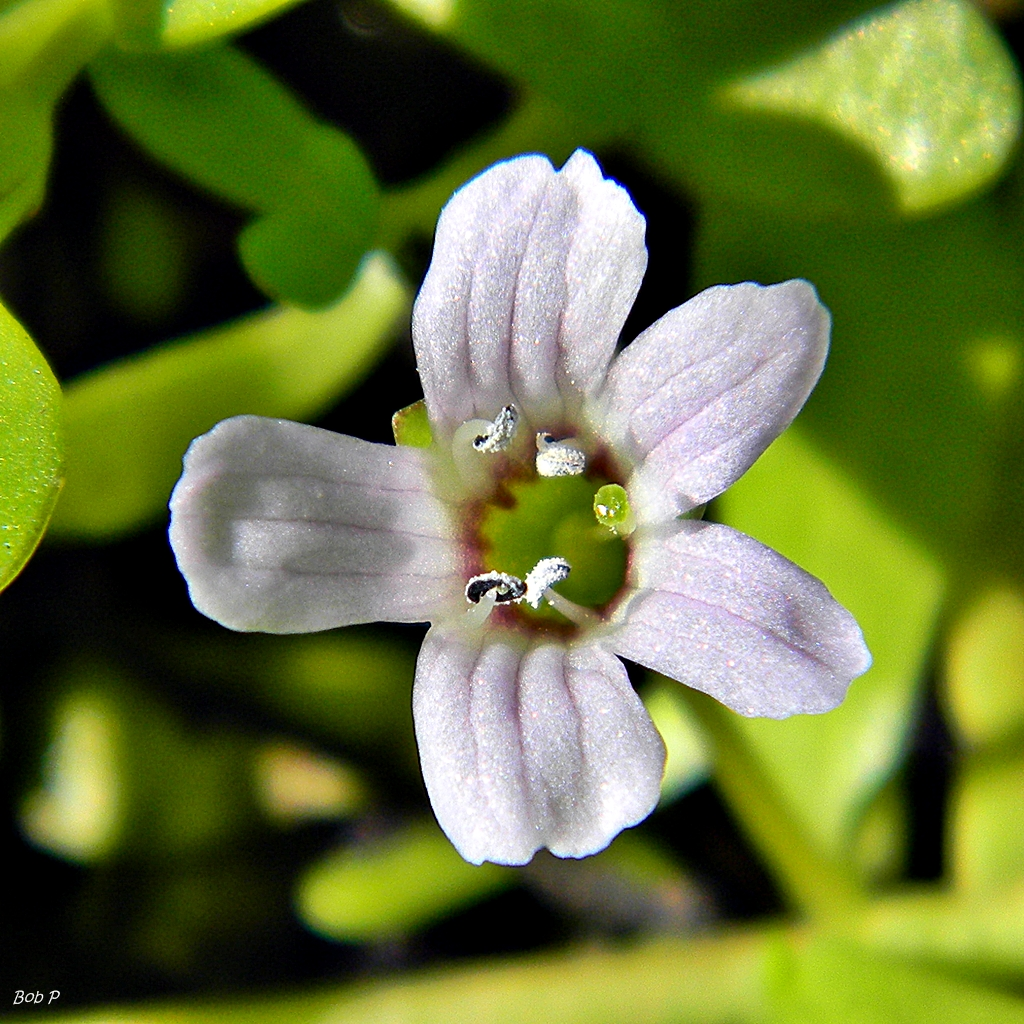
Blüte

Die Blüten stehen einzeln in den Blattachseln an schlanken Blütenstielen, die sich zur Blüte hin verdicken. An den Früchten haben die Stiele eine Länge von 1 bis 2 cm. Unterhalb der Blüte stehen gegenständig zwei kelchblattartige, schmale, seitwärts gerichtete Tragblätter. Die zwittrige Blüte ist 7 bis 9 mm lang. Die fünf Kelchblätter überlappen sich dachziegelartig. Die äußeren zwei Kelchblätter sind gleichgestaltig, breit eiförmig dreieckig und 5 mm lang und 2 bis 3 mm breit und deutlich gekielt. Die inneren drei Kelchblätter sind ungleichmäßig geformt, sie können sowohl länger als auch kürzer als die äußeren Kelchblätter sein. Die vier oder fünf Kronblätter sind röhrig verwachsen, 8 mm lang und unbehaart. Die weißen, blassvioletten oder blauen Kronblätter stehen über ein Drittel bis ein Viertel der Länge frei voneinander, die so entstehenden Kronlappen sind etwas ungleich geformt. Die vier untereinander freien, fertilen Staubblätter besitzen unbehaarte Staubfäden, die unregelmäßig nahe dem oberen Rand der Kronröhre ansetzen. Die Staubbeutel sind 1,5 mm lang, stehen nur leicht über die Krone hinaus, sind schwarz, linealisch oder gebogen und die Theka stehen frei und sind nur nahe der Mitte miteinander verbunden. Zwei Fruchtblätter sind zu einem oberständigen Fruchtknoten verwachsen, der schmal langgestreckt, etwa 4 mm lang, drehrund und an der Spitze nach unten umgebogen ist. Der Griffel endet in einer flachen und leicht zweilappigen Narbe.
Die fachspaltig und scheidewandspaltig aufspringende Kapselfrucht weist eine Länge von 4 bis 4,5 mm und eine Breite von etwa 3,5 mm auf. Die Samenfächer trennen sich an der Basis, die Plazenta ist schmal, stöpselartig und grubig gepunktet, die Scheidewand ist durchscheinend, papierartig und überragt die Plazenta an jeder Seite um etwa 0,75 mm. Die vielen Samen sind etwa 0,5 mm lang.
Die Chromosomenzahl beträgt 2n = 68.

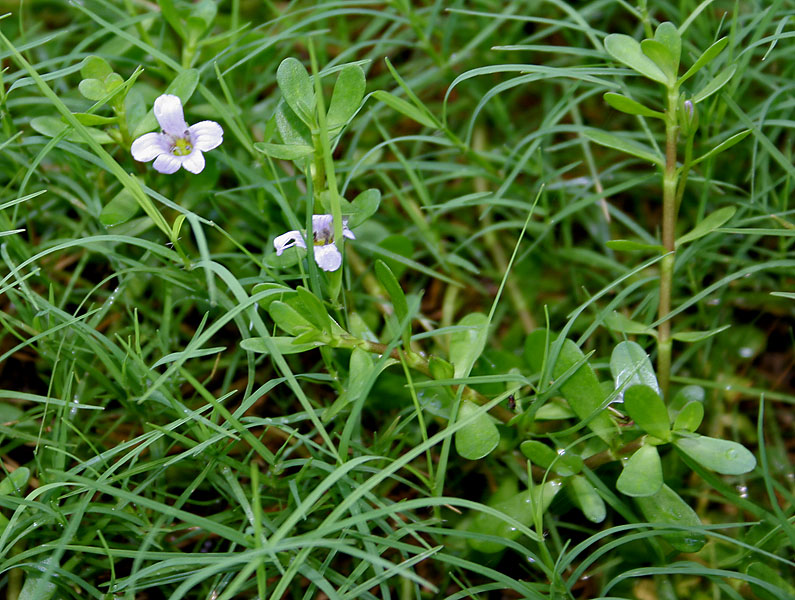
Kleines Fettblatt (Bacopa monnieri)

## Vorkommen
Das Kleine Fettblatt ist eine der am weitesten verbreiteten Arten der Gattung der Fettblätter (Bacopa). Es kommt im tropischen und südlichen Afrika, in Madagaskar, im tropischen Asien, in China, in Taiwan, in Australien, in Mexiko und in den südlichen Vereinigten Staaten, in der Karibik, in Mittel- und in Südamerika vor. Es ist oft im Schlamm am Rande von stehendem Wasser zu finden, toleriert auch Brackwasser und ist auch in Meeresnähe zu finden.

## Wichtige Inhaltsstoffe und Pharmakologie
Das Kleine Fettblatt enthält eine Reihe medizinisch nutzbarer Inhaltsstoffe, die vor allem in den Blättern der Pflanze zu finden sind. Dazu zählen vor allem verschiedene Flavonoide (u. a. Luteolin und Apigenin), Saponine (Bacosid A und B), Phytosterine sowie Triterpene. Darüber hinaus wurden historisch einige wirksame Alkaloide beschrieben, darunter „Brahmin“, das 1931 von Bose beschrieben wurde und in seiner Wirkung im Tierversuch und in medizinischen Anwendungen ähnlich dem Strychnin sein sollte.